# イルムケップ山
イルムケップ山（イルムケップやま）は、北海道の赤平市と芦別市の2市にまたがる標高864.3mの山である。山頂には三等三角点「三又山」が設置されている。 

## 概要
幌内山地の西側に連なる音江山地の最高峰で、東側以外にはJR北海道の函館本線と根室本線が通りイルムケップ山をよく望むことができる。約250万年前に形成されたとされる成層火山である。
元々は音江山・沖里河山などを含めて一つの山体として「イルムケップ」と呼ばれていた。山名はアイヌ語であるが由来は定かではなく、更科源蔵は「ermu-ke-p（ネズミ・かじる・もの）」と記述しているが、イルムケップ山の地形から「en-rum-kip（岬・源頭）」が変化したものと考える説もある。漢字表記では「入霧月峰」と書き、明治30年に三角点測量として石北三角網における拠点の1つとなり、その際に表記された。

## 登山
赤平市側からの大谷沢林道が存在し、途中まで車で通行することができる。登山道が整備されているため年中通して登ることができ、道中には思案岩や不老の岩など様々な岩を見る事ができる。
深川市側には「イルムケップスカイライン」という名の林道があり、そこから沖里河山（802 m）や無名山（804 m）への音江連山登山ルートがある。かつては無名山とイルムケップ山との間にも登山道があったが、廃道となっている。